# Diodorus
Diodorus (лат.) — род вымерших динозавроморф из семейства Silesauridae, живших во времена триасового периода (237—208,5 млн лет назад) на территории современного Марокко.
Вид был назван и описан в 2012 году группой учёных: C. F. Kammerer, S. J. Nesbitt, и N. H. Shubin. Голотип MHNM-ARG 30, состоит из нижней челюсти (фрагмент правой dentary). Он был найден в местности Diodorus holotype site, которая относится в карнийскому — норийскому ярусам формации Timezgadiouine.
В длину достигал около 1 метра. Diodorus scytobrachion является первым членом клады Silesauridae, обнаруженным в северной части Африки, а также предоставляет новые данные о расселении Silesauridae в верхнем триасе.